# Мечеть Хасан Бек
Мечеть Хасан Бек (араб. مسجد حسن بك‎; ивр. מסגד חסן בק‎; тур. Hasan Bek Camii), также известная как Мечеть Хасан-Бек, является одной из самых известных мечетей Тель-Авива, Израиль.
Мечеть была построена в 1916 году на северной границе арабского Яффо, и её история тесно связана с различными этапами арабо-израильского конфликта.
Её архитектура в османском стиле контрастирует с окружающими современными многоэтажками. Расположена в Тель-Авиве между районом Неве-Цедек и Средиземным морем по дороге в Яффо.

## История и строительство

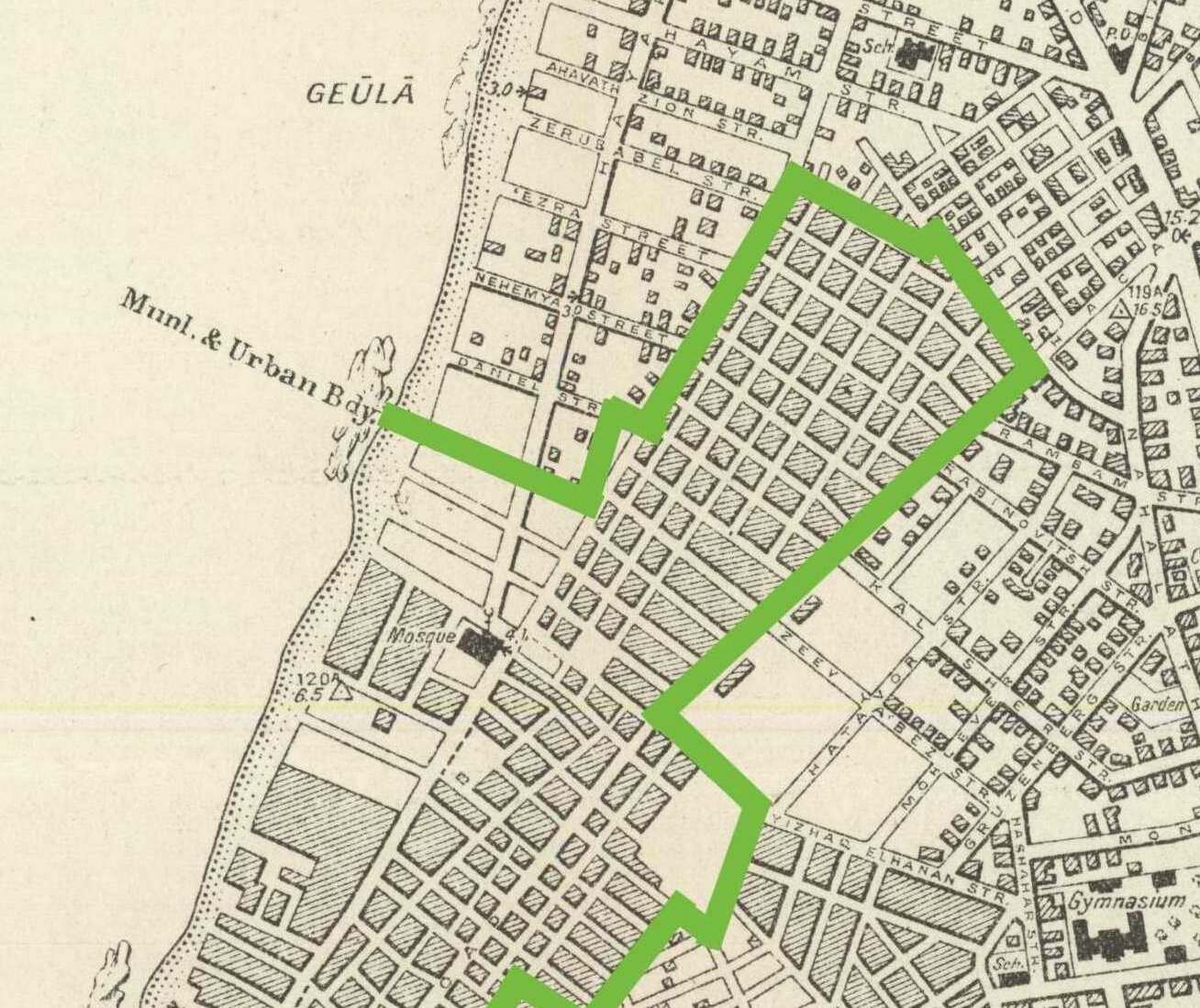
Мечеть Хассан-Бек на карте 1930 года, зелёным выделена граница между Яффо и Тель-Авивом (оба города входили в состав муниципалитета Яффо)

Мечеть была построена в 1916 году одноимённым османским губернатором Яффо. В то время Яффо и недавно основанный Тель-Авив конкурировали между собой. Мечеть была частью Маншии, самого северного района Яффо, который простирался на север вдоль берега Средиземного моря.
Правителя Яффы, по приказу которого была построена мечеть, звали Хасан-Бей или Бек, или Хасан-бей аль-Басри аль-джаби (араб. حسن بيك الجابي‎). Хасан-Бек возглавлял Яффо с августа 1914 по май 1916 года.
Мечеть была построена на участке земли, выбранном и купленном Хасан-Беком у его арабского владельца.

### Война 1947—1949
Минарет мечети часто использовался арабскими снайперами для стрельбы по израильским войскам в Тель-Авиве и Маншии (одного из районов Яффо) в месяцы, предшествовавшие выводу британских войск.

### После разрушения Маншии
На месте снесенных арабских построек появились многоэтажные офисные здания и парк. Мечеть Хасана Бека сохранили — возможно, из-за того, что государственные и муниципальные власти не хотели, чтобы её снос сочли осквернением мусульманского молельного дома. Помимо мечети осталось здание, в котором сейчас находится тель-авивский музей «Иргун»; это единственные оставшиеся здания квартала Маншия, существовавшие до 1948 года.

### Протесты октября 2000 года
В октябре 2000 года в результате беспорядков, устроенных израильскими арабами и палестинцами, израильские евреи закидали мечеть камнями и попытались её поджечь.

### Обрушение и восстановление минарета
Власти разрешили арабам Яффо восстановить минарет, привлекая добровольцев и средства, предоставленные правительствами Иордании и Саудовской Аравии.
Реконструированный минарет в два раза выше первоначального.
По сей день арабы Яффо ходят в обновленную мечеть; в ней регулярно проводятся молитвы, хотя она находится на значительном расстоянии от того района, где в основном проживает мусульманская община Яффо.

## Описание

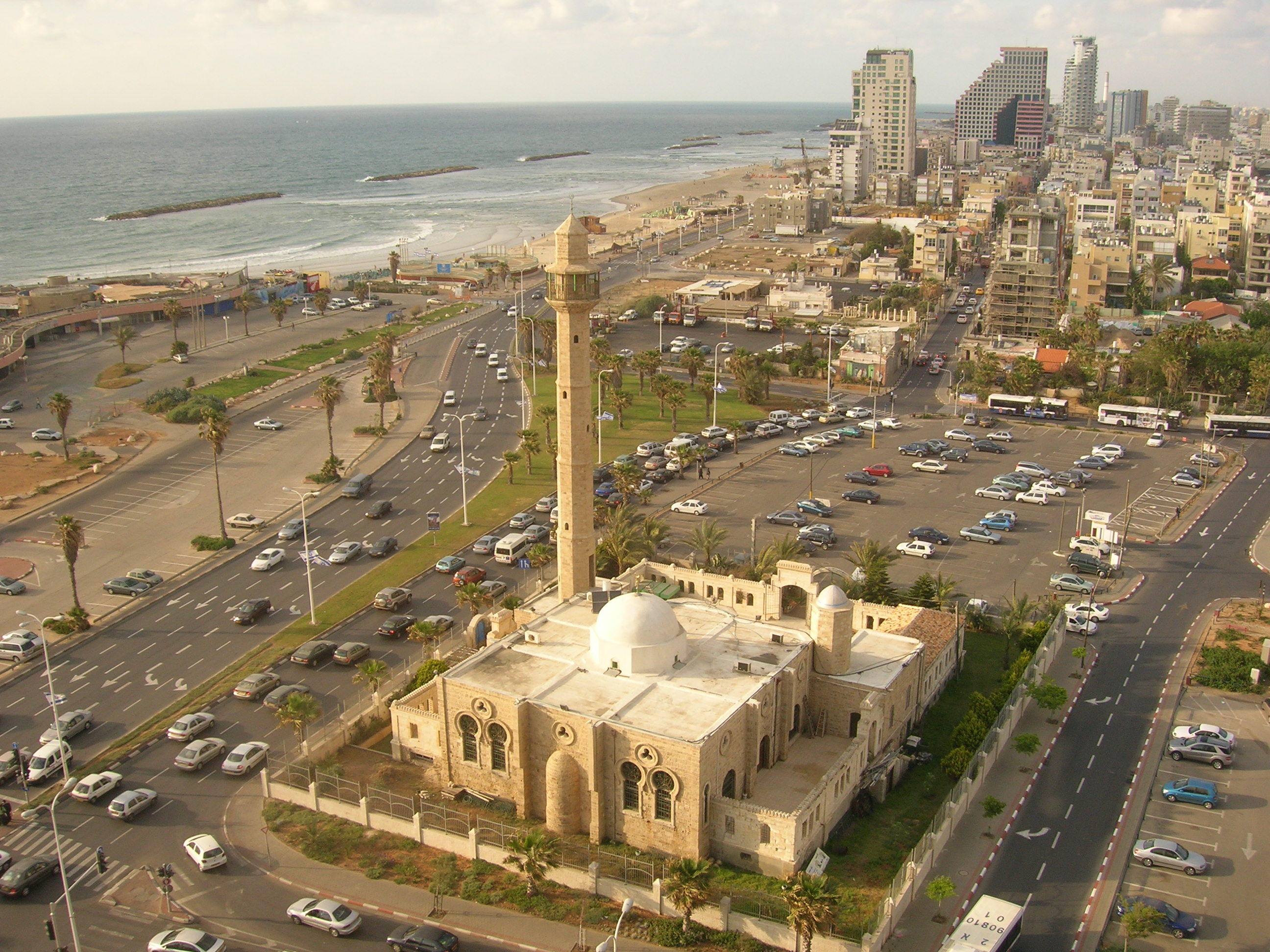
Вид с высоты птичьего полёта на мечеть с юго-востока

Мечеть в османском стиле первоначально имела размеры 21 на 28 метров и хорошо вписывалась в район Аль-Маншия. У неё был внутренний двор, частично вымощенный и частично используемый как сад; в молитвенный зал вела лестница на северной стороне. В 1923 году мечеть уже была объектом политически мотивированной реконструкции по заказу Высшего мусульманского совета, а в 1980-х годах её общая площадь была значительно увеличена.
В мечети использован белый известняк, а не более распространенный в этой местности камень куркар, желто-коричневый известковый песчаник. Стены мечети перфорированы затейливо украшенными и красочно застекленными окнами. Стены также украшены узкими столбами, которые делят широкий фасад на более мелкие части.
Нынешний минарет был перестроен в два раза выше первоначальной высоты в рамках реконструкции в 1980-х годах; чрезвычайно высокий и стройный, он контрастирует с квадратным молитвенным залом. На противоположной стороне мечети возвышается очень низкая башня. Бетонная крыша плоская и низкая, с неглубоким куполом над центральным залом.